# Alan (Alto Garona)
Alan es una comuna francesa situada en el departamento de Alto Garona, en la región de Occitania.

## Demografía
| 306 | 267 | 228 | 259 | 276 | 299 | 293 |
| Para los censos de 1962 a 1999 la población legal corresponde a la población sin duplicidades (Fuente: INSEE [Consultar]) |     |     |     |     |     |     |